# Louis Dupuis (sculpteur)
Pour les articles homonymes, voir Dupuis (homonymie).
Louis Dupuis (né à Lixhe le 20 avril 1842 et mort à Anvers le 14 novembre 1921), est un sculpteur et un médailleur belge. Second Prix de Rome belge en sculpture en 1869 et en 1872, il se spécialise dans les bustes et les médailles.

## Biographie

### Famille
Louis (Louis François Joseph) Dupuis, né à Lixhe, Visé, le 20 avril 1842, est le fils de Louis Étienne Dupuis, sous-brigadier de douane, et de Fanny Bertrand. Il se marie à trois reprises ; il est le père de Toon Dupuis (en) (1877-1937), également sculpteur et médailleur.

### Formation
Louis Dupuis étudie à l'Académie royale des beaux-arts d'Anvers sous le professorat de Joseph Geefs. De 1866 à 1871, il bénéficie de son propre atelier à l'Académie, où il crée des bustes de notables en marbre et en terracotta. Après un échec en 1864, Louis Dupuis remporte à deux reprises, en 1869 (La Flagellation du Christ devant Pilate) et en 1872 (Calpurnius supplie César de ne pas aller au Sénat), le second Prix de Rome belge de sculpture.

### Carrière

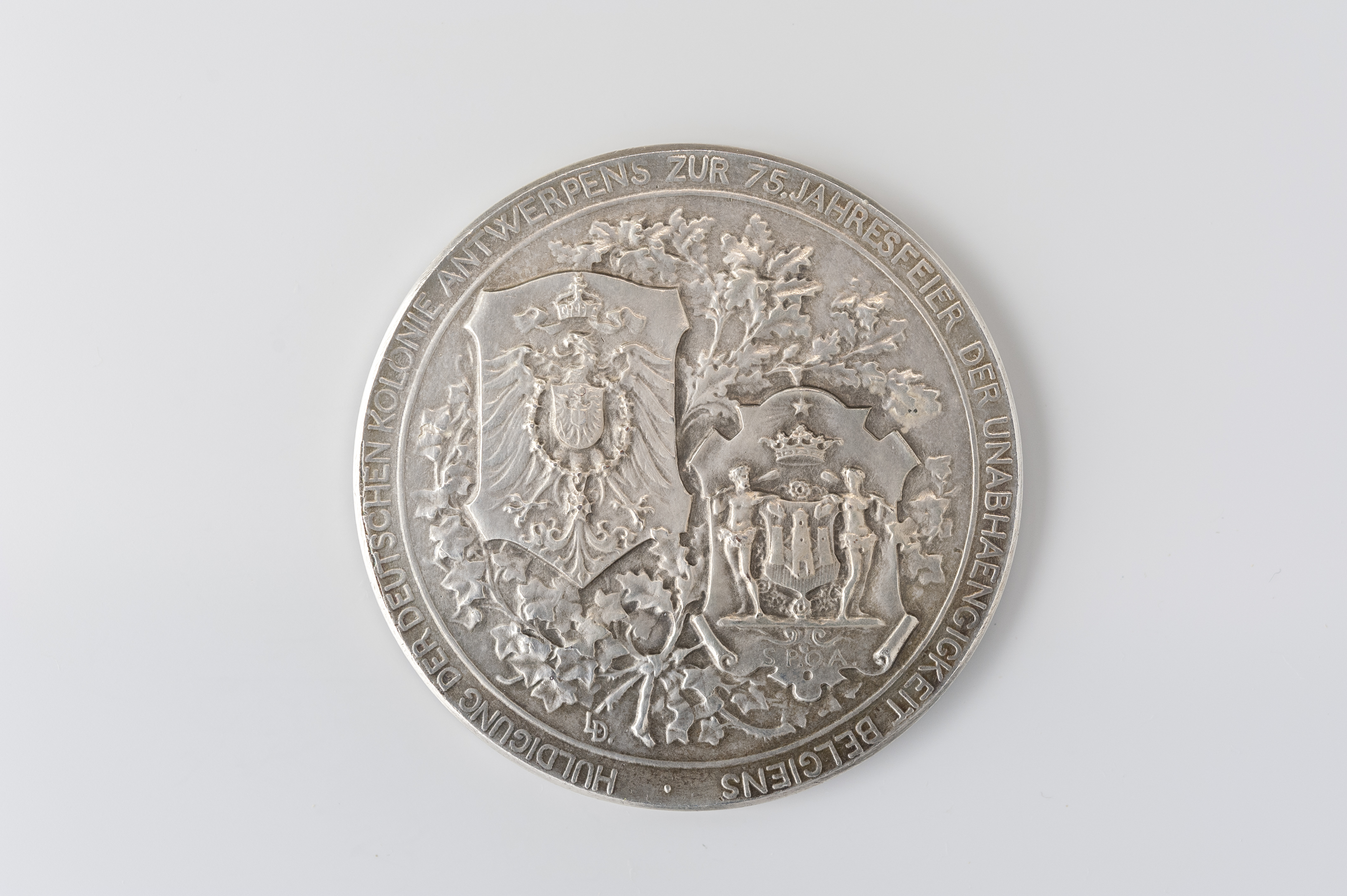
Banquet de la colonie allemande d'Anvers à l'occasion des fêtes jubilaires de 1905.

Professeur de dessin à l'Institut communal d'Anvers, il participe à l'Exposition universelle de 1894 à Anvers, de même qu'aux salons triennaux de la même ville en 1898, 1904 et 1911.
Louis Dupuis se donne la mort, à l'âge de 79 ans, le 13 novembre 1921 à Anvers. Il est inhumé au cimetière de Kiel dans la même ville,,

## Œuvres

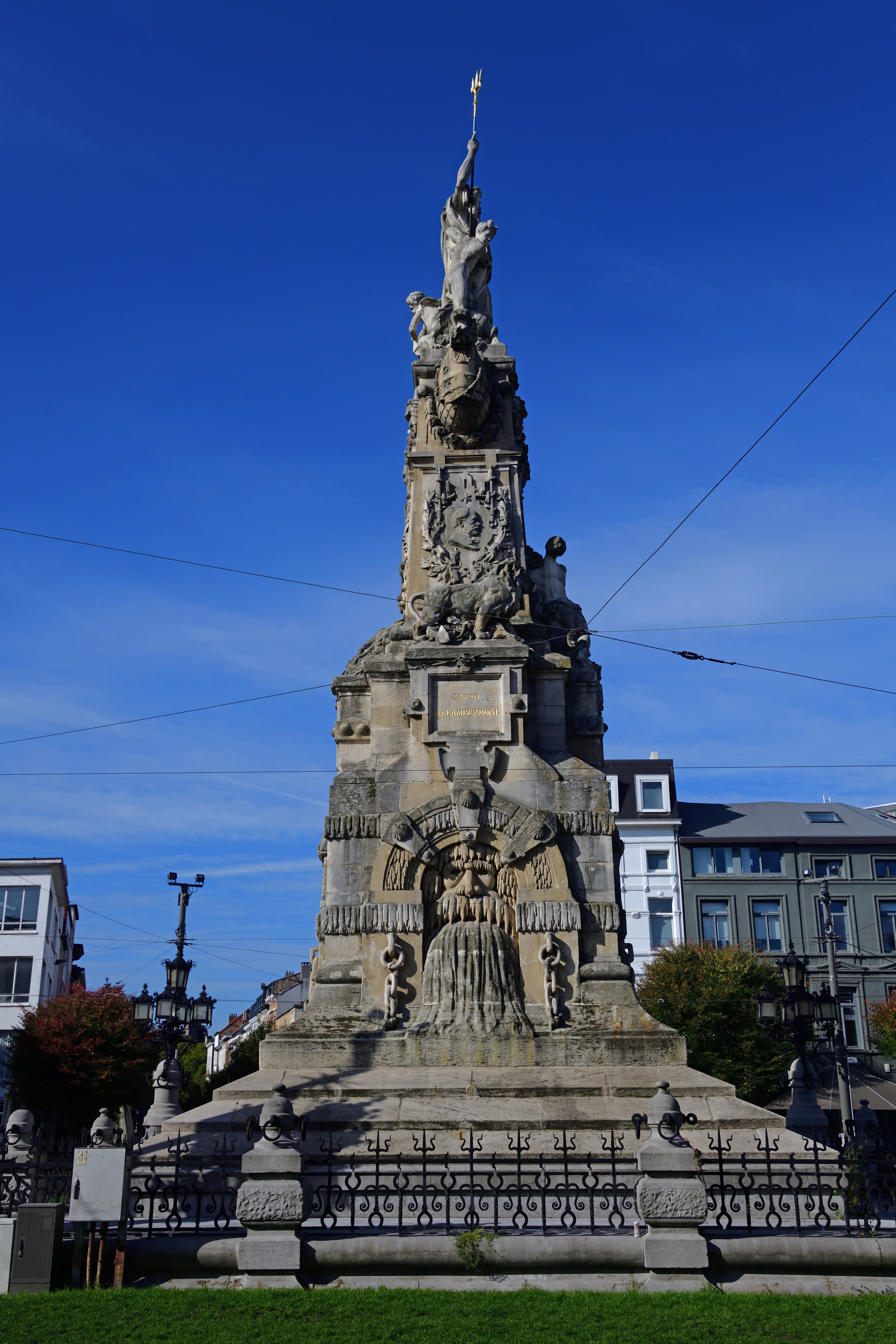
Monument de l'affranchissement de l'Escaut à Anvers (1883).

### Dans l'espace public
- Monument de l'affranchissement de l'Escaut, Anvers, lions et médaillons de Rogier, Lambermont et Marnix de Sainte-Aldegonde (inauguré le 14 août 1883) [1].

### Bustes
- Willem Ogier[4] ;
- Pierre Dens, foyer du Théâtre flamand d'Anvers[4] ;
- Hendrik Conscience, Académie des Beaux-arts de Bruxelles[4] ;
- Piet Genard, Académie flamande de Gand[4].

### Plaques et médailles
- Plaque du Vooruit à Anvers (1896)[5] ;
- Médaille commémorative du banquet de la colonie allemande à Anvers (1905)[5] ;
- Médaille du comte de Flandre (1905)[5].
- Médaille du prince Albert et de la princesse Élisabeth (1905)[5].

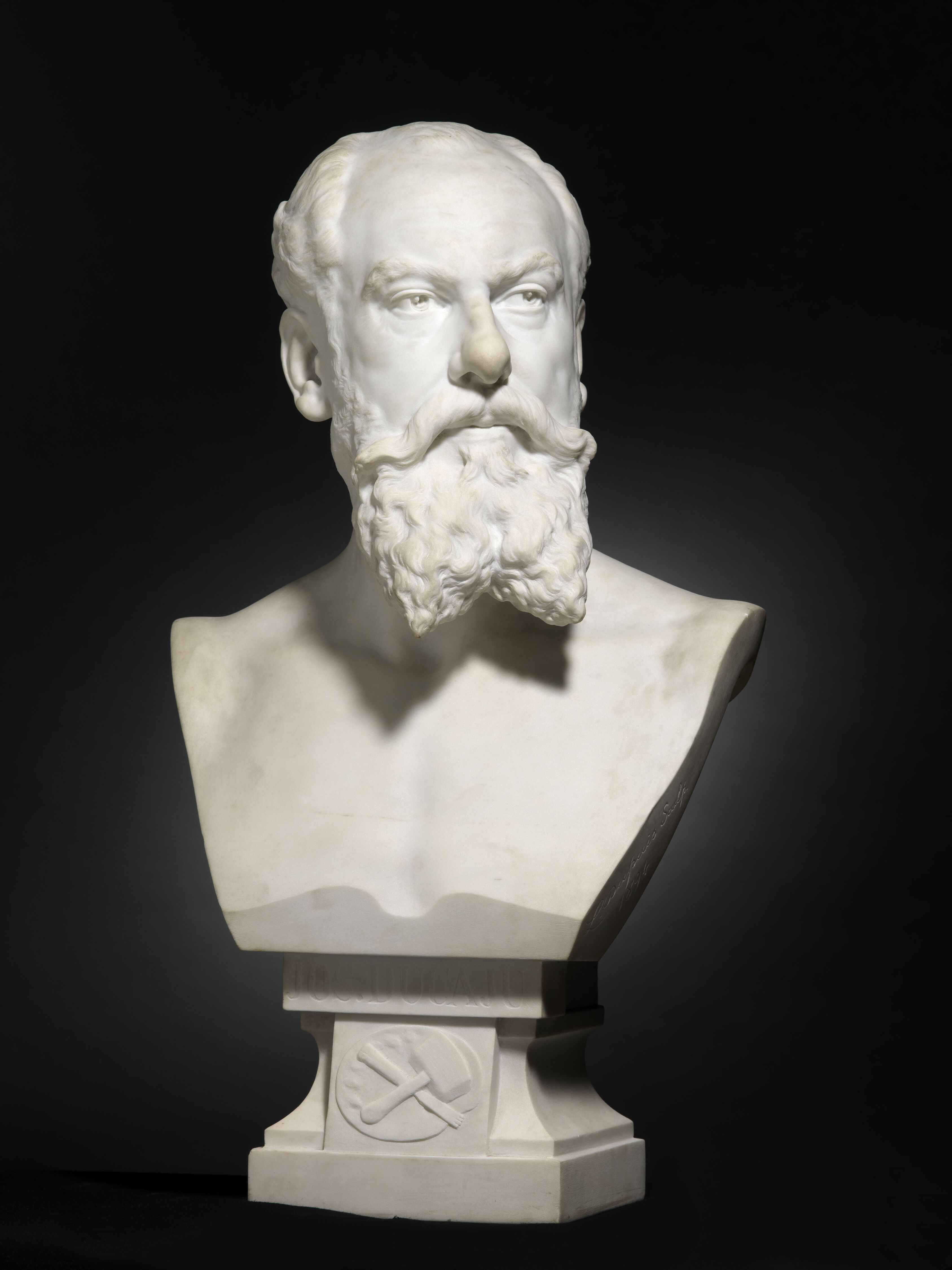
Joseph Ducaju (1894)
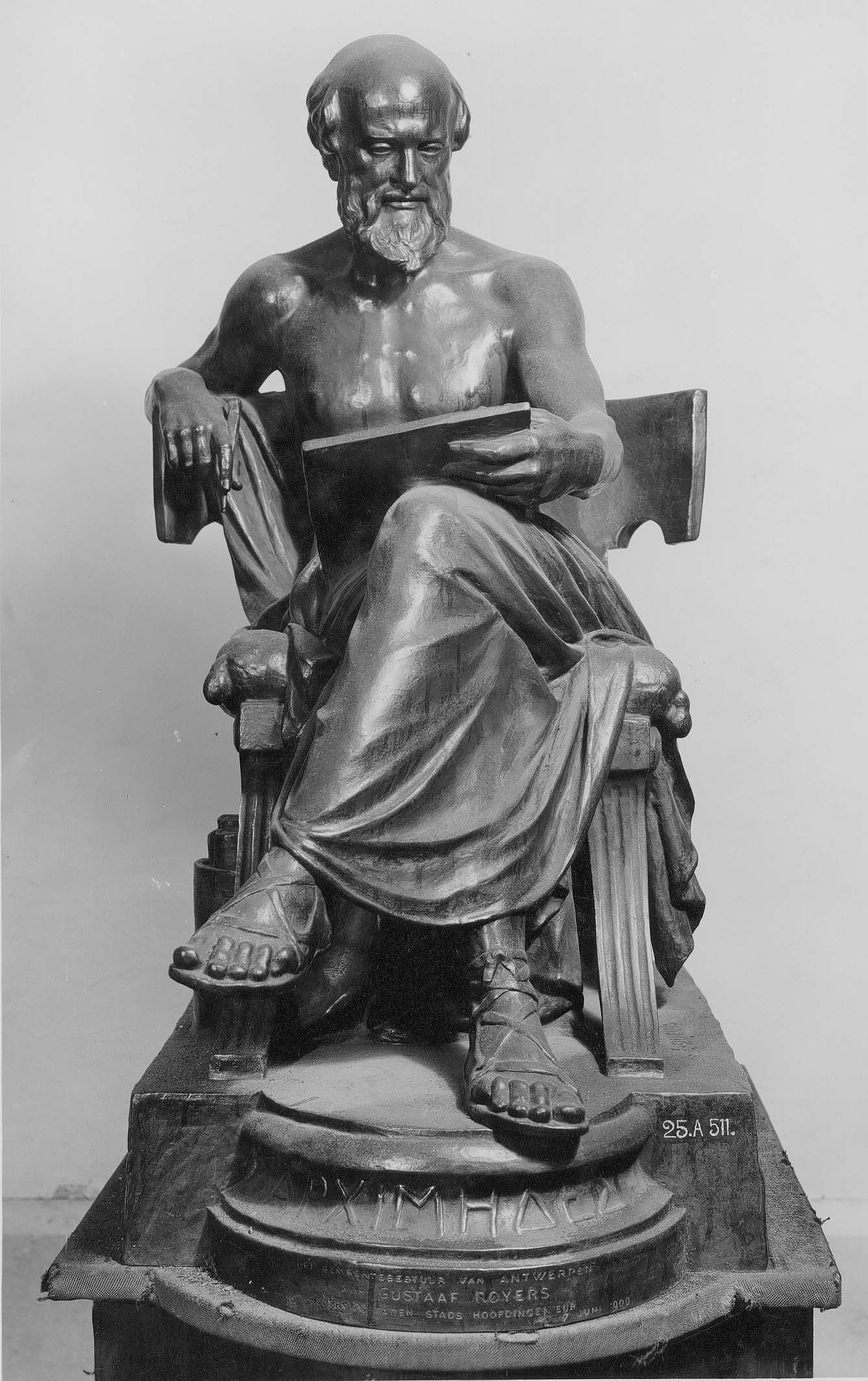
Archimedes (1900)
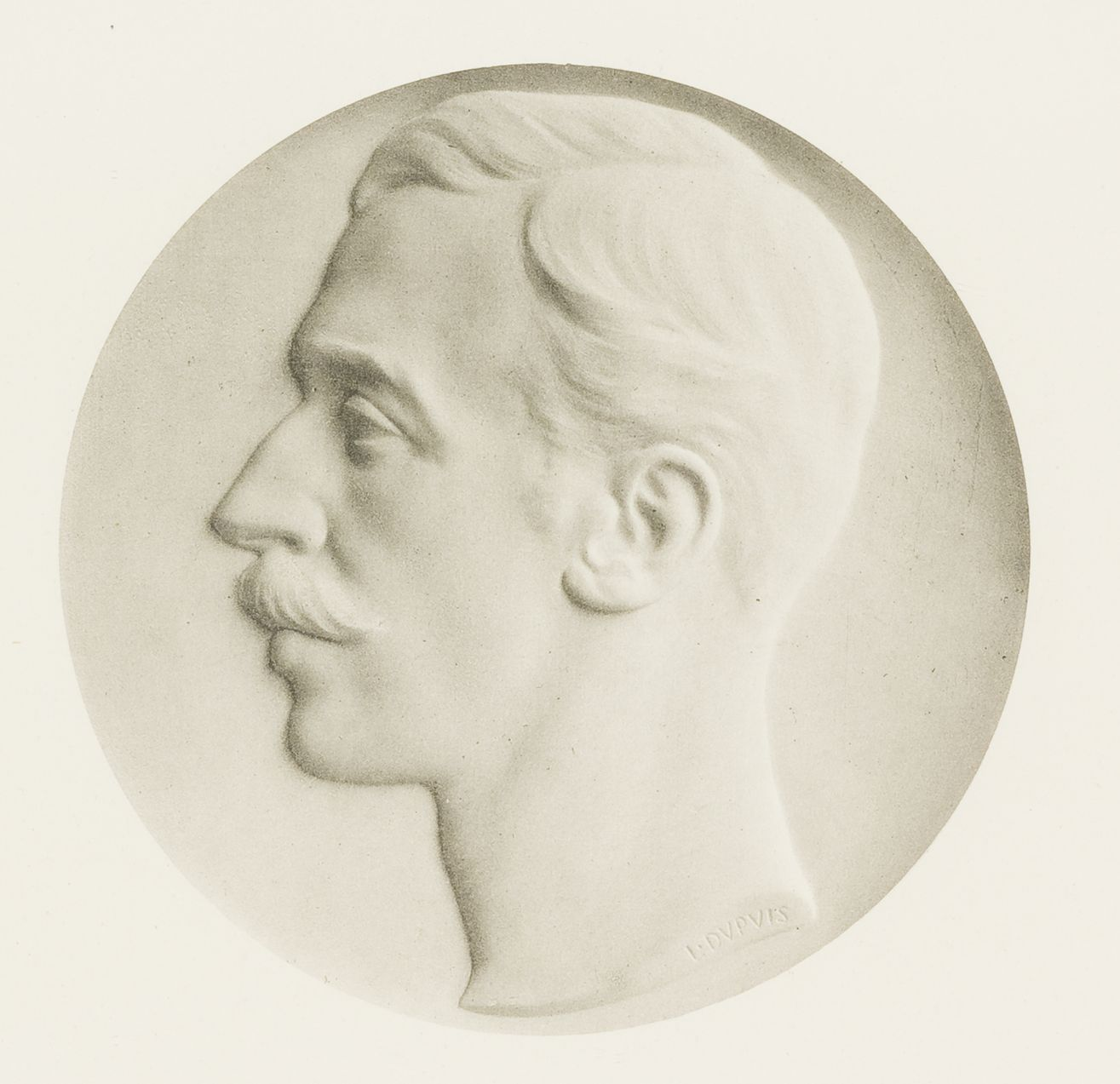
Fritz Mayer van den Bergh (ca.1900)
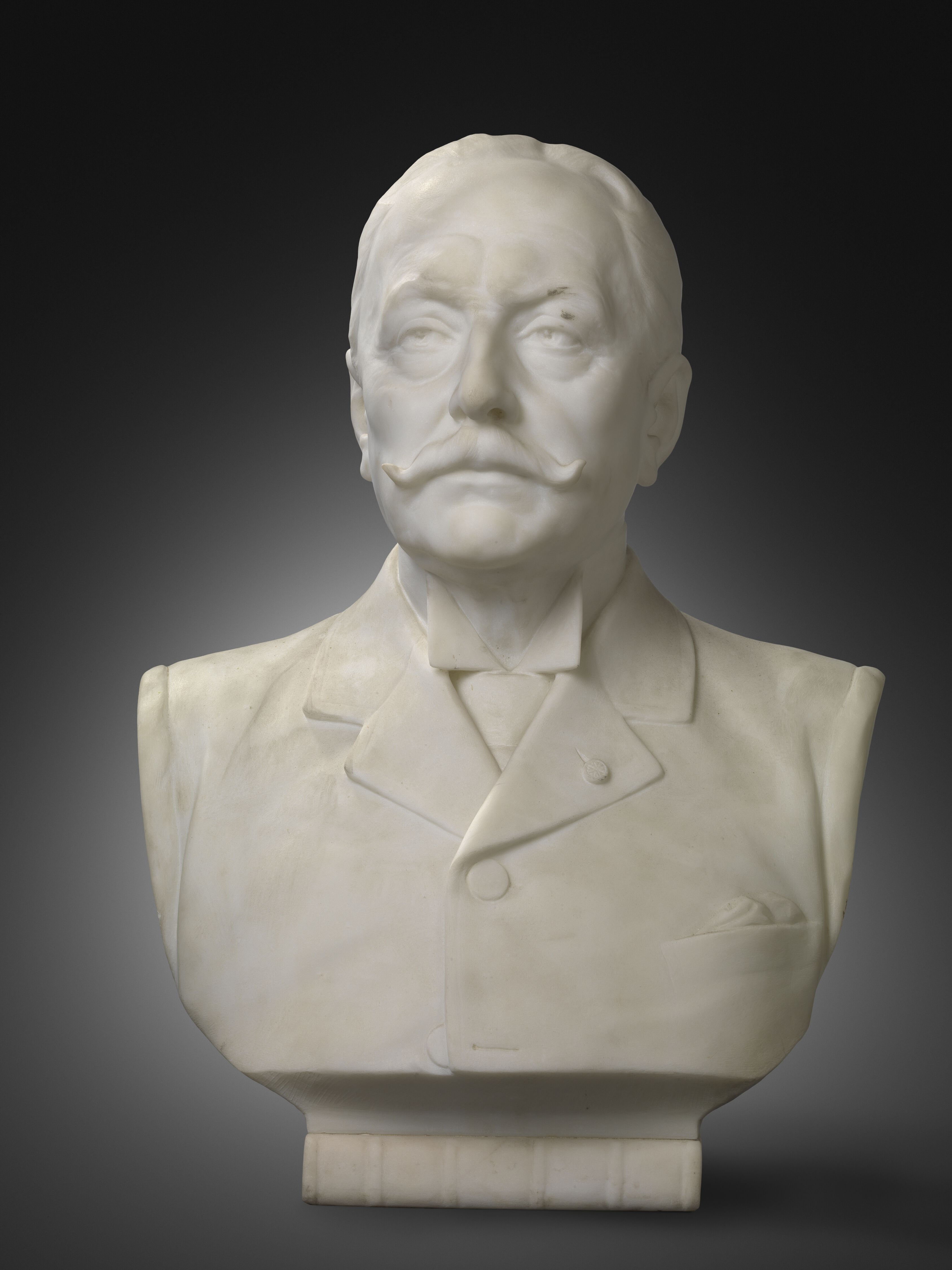
Pierre Koch (1905)

## Distinction
- Chevalier de l'ordre de Léopold (8 mai 1896)[6].